# Центральная серозная ретинопатия
Центральная серозная ретинопатия (ЦСР), также известная как центральная серозная хориоретинопатия (англ. CSC, central serous chorioretinopathy) — заболевание глаз, которое вызывает ухудшение зрения, часто временное. Как правило страдает один глаз. Активность заболевания характеризуется просачиванием жидкости под сетчатку, которая нередко скапливается под центром макулы. Это приводит к смазыванию и, иногда, искажению изображения (Метаморфопсия). Размытое или серое пятно в центральном поле зрения становится более заметным при отслоении сетчатки. Снижение остроты зрения может сохраняться и после ухода жидкости при длительном существовании отека сетчатки.
Болезнь считается идиопатической, но главным образом влияет на белых мужчин в возрастной группе от 20 до 50 лет и старше, и иногда диагностируется и в более старшем возрасте. Состояние, как полагают, усугубляется стрессом или использованием кортикостероидов.

## Диагностика
Диагноз подтверждается при биомикроскопии, а также по результатам оптической когерентной томографии и флюоресцентной ангиографии, которая в типичных случаях показывает один или несколько флюоресцирующих точек просачивания. В типичных случаях они появятся в виде «дымка» или «фары в тумане». Сетка Амслера может быть полезна для выявления момента появления осложнения центральной серозной ретинопатии — развития хориоидальной неоваскуляризации (в 3-5 % случаев заболевания). В этом случае неравномерное растягивание сетчатки патологическим транссудатом приводит к появлению метаморфопсий, которые хорошо выявляются при рассматривании теста Амслера пораженным глазом.

## Причины
При ЦСР происходит локальное отслоение сетчатки в результате просачивания жидкости под сетчатку из-за очаговой несостоятельности пигментного эпителия сетчатки.
ЦСР иногда называют идиопатической ЦСР, что означает, что её причина неизвестна. Тем не менее, стресс по-видимому, играет важную роль. Часто цитируемый, но потенциально неточный вывод, что люди стрессовых профессий, таких как пилоты самолетов, имеют более высокий уровень риска ЦСР.
ЦСР также связана с кортизолом и кортикостероидами. Лица с ЦСР имеют более высокие уровни кортизола. Кортизол является гормоном, выделяемым корой надпочечников, который позволяет организму справиться со стрессом, что может объяснить связь ЦСР и стресса. Существует множество доказательств того, что кортикостероиды (например, кортизон) — обычно используемые для лечения воспаления, аллергии, кожных заболеваний, и даже определенных глазных проблем — может вызвать ЦСР, усугубить её и вызвать рецидивы. Обследование 60 людей с синдромом Кушинга показало наличие ЦСР у 3 больных (5 %). Синдром Кушинга характеризуется очень высокими уровнями кортизола. Некоторые симпатомиметические препараты также связывались с причиной заболевания.
В последнее время появились доказательства того, что Helicobacter pylori (см. гастрит) также играет роль в развитии заболевания. Предполагается, что присутствие бактерий хорошо коррелирует с остротой зрения и появлением атрофических изменений пигментного эпителия при длительном существовании отека сетчатки.
Последние данные также показывают, что у страдающих болезнью почек MPGN типа II может развиться аномалия сетчатки, включая ЦСР в результате отложений из того же материала, что изначально повредил клубочковую базальную мембрану в почках.

## Прогноз
Прогноз для ЦСР, как правило, хороший. В большинстве случаев острота зрения восстанавливается до 1,0 в течение 1-6 месяцев. Однако у некоторых пациентов болезнь приобретает хроническое течение и острота зрения необратимо снижается до 0,1 и ниже (5-15 % случаев). Хроническая форма ЦСР характеризуется медленным прогрессированием атрофии пигментного эпителия вследствие длительного существования отслойки нейроэпителия, которая обычно имеет щелевидный характер. В таких ситуациях прогноз для центрального зрения неблагоприятный, рекомендуются обследование и лечение у ретинолога (офтальмолога, специализирующегося в патологии сетчатки).
Осложнения ЦСР включают субретинальную неоваскуляризацию, отслоение и атрофию пигментного эпителия сетчатки.

## Лечение
При отсутствии быстро прогрессирующего снижения зрения, особенно сопровождающегося появлением метаморфопсий, необходимости в срочном обследовании нет, слепота не грозит. Однако следует помнить, что при затяжном течении заболевания возможна необратимая утрата способности к чтению.
Поскольку при естественном течении ЦСР обычно наступает самопроизвольное рассасывание отека сетчатки, при первых признаках заболевания торопиться с лечением не принято. При существовании отслойки нейроэпителия более 4 мес., появлении вторичных изменений пигментного эпителия сетчатки или их наличии на момент первичного обследования офтальмологом показано проведение лечения.
Любое лечение кортикостероидами должно быть регрессирующим и прекращено по мере возможности. Важно проверить все лекарства, в том числе глазные капли, назальные спреи и кремы, на наличие ингредиентов кортикостероидов; при обнаружении посоветуйтесь с врачом для поиска альтернативы.
Пациенты иногда представляют явные истории психосоциального стресса, в этом случае консультации и обнадёживание вполне уместны.
Применение лазерной коагуляции, которая эффективно блокирует место просачивания жидкости под сетчатку, может быть показано в случаях, когда отслойка нейроэпителия сохраняется более 4 мес. или имеют место вторичные изменения пигментного эпителия сетчатки. Однако лазерная коагуляция может применяться только на безопасном удалении точки просачивания от центральной ямки, ответственной за способность глаза человека различать мельчайшие предметы.

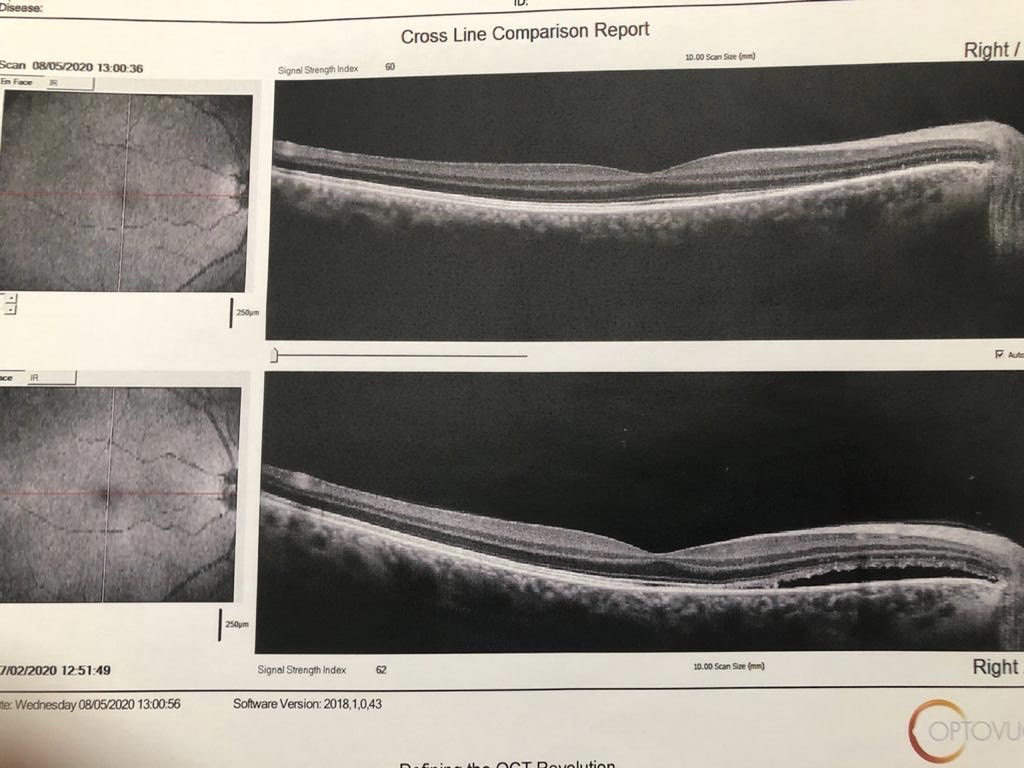
ОКТ сетчатки при ЦСР до и после микроимпульсного лечения

При локализации точки просачивания близко от центральной ямки или хронической ЦСР Фотодинамическая терапия (ФДТ) с вертепорфином или фотолоном — эффективный и безопасный метод лечения. Индоцианиновая зеленая ангиография может быть использована для прогнозирования, как пациент будет реагировать на ФДТ.
Эффективность микрофотокоагуляции (MicroPulse) диодным (0,81 мкм) или желтым (0,577 мкм) лазерами доказана многими международными и отечественными исследованиями, в том числе несколькими проспективными исследованиями с контрольной группой. Сравнительное исследование с ФДТ показало сопоставимые клинические результаты микрофотокоагуляции и ФДТ, наилучшие результаты были в группе ФДТ однако, в то же время сравнение ФДТ с навигационной (Navilas) микрофотокоагуляцией показало явное преимущество навигационной микрофотокоагуляции по таким параметрам как: толщина сетчатки, острота зрения и анатомические результаты.
Введение в полость анти-VEGF при ЦСР не улучшает функциональные исходы лечения. Однако анти-VEGF терапия показана при появлении осложнения ЦСР — хориоидальной неоваскуляризации.
Эффективной консервативной терапии ЦСР не существует, проводятся исследования нескольких оральных препаратов]